# Tchelinux

Tux com indumentária gaúcha, conhecido como "Tux Gaudério" é o mascote do Tchelinux.

O Tchelinux é um grupo de voluntários que desde 2006 trabalha na divulgação do Software Livre no estado do Rio Grande do Sul, através de palestras e workshops gratuitos para todos que desejam trilhar caminhos na área da tecnologia da informação. Antes da Pandemia de COVID-19 o grupo tinha como foco os eventos presenciais dentro do estado, mas o Tchelinux se reinventou e está adotando as mídias de streaming como o YouTube para a disseminação de conhecimento de Software Livre e Opensource com palestras criadas por seus integrantes.
Na época dos eventos presenciais, o Tchelinux era conhecido não só pela gratuidade das palestras(apesar dos participantes serem encorajados a doar alimentos como forma de ingresso) mas também pela arrecadação de grandes quantidades de alimentos efetuada em cada cidade.

## Principais iniciativas
- Divulgar o Software Livre no estado do Rio Grande do Sul
- Compartilhar conhecimento técnico e experiências
- Suporte a novos usuários de Software Livre
- Incentivo à caridade[4]

## Cidades Envolvidas
Esta é a lista de cidades que já recebeu eventos na época pré-pandemia:
- Alegrete[5]
- Bagé[5]
- Bento Gonçalves[5]
- Camaquã[5]
- Canoas[5]
- Caxias do Sul[5]
- Chapecó[5] em 2009 foi a única cidade fora do Rio Grande do Sul a promover esse evento[6]
- Erechim[5]
- Gravataí[5]
- Lajeado[5]
- Novo Hamburgo[5]
- Passo Fundo[5]
- Pelotas[5]
- Porto Alegre[5]
- Rio Grande[5]
- Santa Cruz do Sul[5]
- Santa Maria[5]
- Santiago[5]
- Santo Ângelo[5]
- Sant'Ana do Livramento[5]
- São Jerônimo[5]
- Uruguaiana[5]